# Lacressonnière
Louis Charles Adrien Le Sot de la Panneterie connu sous le pseudonyme de Lacressonnière, né à Chauny le 11 décembre 1819 et mort au Portel le 9 juin 1893, est un acteur de théâtre français.

## Biographie
Il commence sa carrière au théâtre de la Gaîté puis après divers théâtres, est attaché en 1842 au théâtre de l'Ambigu avant de devenir en 1847 l'artiste fétiche du Théâtre-Historique d'Alexandre Dumas père.
Co-directeur du théâtre du Châtelet avec Paul Deshayes d'octobre 1871 à 1873, il est célèbre pour avoir créé en 1874 le rôle de Phileas Fogg dans la pièce de théâtre de Jules Verne et Adolphe Dennery Le Tour du monde en quatre-vingts jours et celui de Lord Glenarvan dans Les Enfants du capitaine Grant des mêmes auteurs en 1878 (sa femme Lucile Abollard y tenant le rôle de James Grant). 
En 1847, il épouse en premières noces Marguerite Lacressonnière puis en secondes noces, après le décès de sa femme en 1856, le 7 juillet 1864 l'actrice Lucile Lacressonnière.
En 1850, il joue Joseph Lesurques fils dans Le courrier de Lyon, de Paul Siraudin, Alfred Delacour et Eugène Moreau, aux côtés de Paulin Ménier (1819-1898) (Choppart) , Charlet (18..-1867) (Dumont) , Matis (18..-1852) (Joseph Lesurques père) et Alexandre (1814-1904) (Fouinard).